# Johannes Dachsberger
Johannes Evangelist Dachsberger (* 23. September 1898 in Aigen am Inn; † 29. April 1981 in Passau) war ein deutscher katholischer Geistlicher und Generalvikar im Bistum Passau sowie Dompropst.

## Leben
Dachsberger studierte am Collegium Germanicum in Rom und in Innsbruck. Am 28. Oktober 1923 wurde Dachsberger im Bistum Passau zum Priester geweiht und war ab dem 1. August 1925 Kooperator in Ruhstorf und ab dem 1. März 1926 Subregens des Priesterseminars in Passau bzw. vom 1. September 1937 bis zum 31. Dezember 1954 Regens des Priesterseminars. Dass das Seminar in den Kriegsjahren nicht aufgelöst wurde, war größtenteils sein Verdienst als Regens. Am 15. Oktober 1949 wurde er in das Domkapitel berufen, nachdem er schon am 16. November 1932 zum Domvikar ernannt worden war. Dachsberger war vom 1. Januar 1961 bis zum 27. Oktober 1968 als Nachfolger von Franz Seraph Riemer Generalvikar der Diözese Passau  und im Anschluss daran bis zum Ruhestand am 1. Oktober 1972 als Nachfolger von Antonius Hofmann Dompropst. In dieser Zeit war er unter anderem auch Vorsitzender des Diözesancaritasverbandes und über viele Jahre hinweg auch Vorstandsmitglied des Vereins für Ostbairische Heimatforschung, dessen Mitglied er seit 1936 war.
Dachsberger verbrachte seine letzten Lebensjahre im Altenheim Waldesruh und wurde 1981 in der Domherrengruft beigesetzt.

## Auszeichnungen
- Apostolischer Protonotar
- Päpstlicher Ehrenprälat
- Bischöflicher Geistlicher Rat
- Bayerischer Verdienstorden (1963)
- Ehrenbürger der Gemeinde Aigen am Inn (1968)